# Стандарти якості перекладу
Перекладач, як і будь-який інший постачальник товарів або послуг, потенційно має етичні та юридичні обов'язки перед своїм замовником або роботодавцем. З розвитком мовної галузі в глобальному масштабі ці зобов'язання набувають великого значення. Для захисту обох сторін розроблено стандарти, які мають на меті чітко визначити їхні взаємні обов'язки.

## Історія
Стандарти якості та документація спершу розроблялися для виробничих підприємств. Коди для всіх типів послуг зараз визначаються організаціями стандартизації, як-от Міжнародна організація зі стандартизації. Стандартами цього типу є, зокрема, стандарти серії ISO 9000.
Оскільки інтерес до управління якістю зріс, для перекладацьких послуг були розроблені спеціальні стандарти якості, зокрема:
- Австрія: Önorm D 1200 і Önorm D 1201
- Італія: UNI 10574
- Канада: CAN CGSB 131.10.
- Німеччина: DIN 2345

У 2015 році стандарт EN 15038 було замінено на ISO 17100:2015.

## Стандарт EN 15038
Європейський стандарт перекладацьких послуг EN 15038 набув чинності 1 серпня 2006 року, замінивши собою попередні стандарти 30 окремих країн — членів Європейського комітету зі стандартизації (CEN). Метою його запровадження було уніфікувати термінологію, яка використовується в галузі перекладу, визначити основні вимоги до постачальників мовних послуг (людські та технічні ресурси, контроль якості та управління проєктами) і створити засади для взаємодії замовників і постачальників послуг з огляду на їхні права й обов'язки. Він також визначає певні неперекладацькі послуги, які можуть пропонувати постачальники мовних послуг.
Велику увагу приділено адміністративним процесам, документуванню, рецензуванню та керуванню версіями, а також функціям різних спеціалістів, які керують проєктом перекладу під час його виконання. У додатках до стандарту вміщено інформацію та пропозиції щодо того, як слід виконувати його вимоги.

## Стандарт CAN CGSB 131.10-2008
12 травня 2009 року Асоціація мовної індустрії Канади (AILIA) запустила програму сертифікації за найновішими стандартами. Сертифікація спирається на національний стандарт CAN/CGSB-131.10-2008 «Послуги перекладу», розроблений Канадською радою із загальних стандартів і затверджений Радою зі стандартів Канади. У розробці цього стандарту брали участь представники AILIA, професійні асоціації, уряд, науковці, замовники послуг та інші зацікавлені сторони.
Канадський стандарт послуг перекладу CAN CGSB 131.10-2008 встановлює й визначає вимоги щодо надання послуг перекладу постачальниками послуг перекладу.
Цей національний стандарт Канади є модифікованим стандартом EN 15038 «Послуги перекладу», ухваленим Європейським комітетом зі стандартизації (CEN). Цей документ було підготовлено з метою узгодження, де це можливо, з положеннями стандарту EN 15038 «Послуги перекладу». Відмінності у формулюванні та змісті відображають особливості мовного ринку Канади.
Оцінка відповідності та сертифікація на основі цього стандарту вже здійснюються. Оскільки наразі активно розробляються національні й регіональні стандарти для послуг перекладу, більшість постачальників перекладацьких послуг, як регіональних, так і міжнародних, сертифікують або планують сертифікувати послуги, які вони надають, відповідно до вимог ринку.
Стандарт визначає вимоги до надання перекладацьких послуг постачальником послуг перекладу (TSP).
В усіх стандартах у тому чи іншому вигляді присутні три ключові моменти:
1. Ретельний відбір виконавців.
2. Узгодження умов виконання проєкту перед його початком.
3. Дотримання вимог специфікацій на кожному етапі проєкту.

У стандарті CGSB 131.10-2008 обговорюються:
- Область застосування
- Визначення
- Людські ресурси
- Технічні ресурси
- Система управління якістю
- Відносини між клієнтом і постачальником послуг перекладу
- Процедури управління проєктами з боку постачальника послуг перекладу
- Процес виконання перекладу
- Примітки
- Додатки:
  - A. Фіксація даних проєкту
  - B. Обробка перед перекладом
  - C. Додаткові послуги

Стандарт не поширюється на усний переклад і послуги з розробки термінології. Забезпеченням функціонування канадського стандарту перекладу та сертифікацією відповідного до його вимог займається Комітет із перекладів AILIA.
Постачальники послуг перекладу, зацікавлені в сертифікації, можуть ознайомитися з Посібником із підготовки до сертифікації Асоціації мовної індустрії Канади.

## Стандарт ASTM F2575-06
У США стандартом перекладацьких послуг є ASTM F2575-06 Standard Guide for Quality Assurance in Translation. Він передбачає загальні умови співпраці замовників і постачальників перекладацьких послуг, які бажають узгодити конкретні умови виконання перекладацьких проєктів. Стандарт не містить конкретних критеріїв якості перекладу, оскільки ці вони можуть бути специфічними, але визначає показники, які слід враховувати перед початком перекладацького проєкту. Як випливає з назви документа, він є не набором докладних інструкцій для перекладача, а радше керівним принципом, який інформує зацікавлені сторони про те, які основні вимоги до якості потребують дотримання.

## Федеральна асоціація усних і письмових перекладачів (Німеччина)
З 1955 року в Німеччині існує Федеральна асоціація усних і письмових перекладачів (Bundesverband der Dolmetscher und Übersetzer — BDÜ). Вона нараховує 7500 членів, які складають близько 80 % усіх перекладачів у Німеччині. Асоціація підтримує інтереси своїх асоціацій-членів та окремих перекладачів. Її метою є забезпечення відповідності високим стандартам якості та дотримання професійних та етичних стандартів професійного навчання. Крім того, BDÜ намагається інформувати громадськість про працю письмових та усних перекладачів. Високі стандарти якості підтримуються шляхом постійного навчання, спілкування між асоціаціями-членами та окремими перекладачами та співпраці з асоціаціями-партнерами. Основна перевага членства в Асоціації полягає у включенні в інтернет-базу BDÜ, у якій виконавців можуть шукати потенційні клієнти. Перед вступом до BDÜ кожен письмовий чи усний перекладач перевіряється на відповідність певним професійним вимогам і приймається лише за умови їх дотримання.

## Критика: надмірна залежність від стандартів
У перекладацькій галузі існує думка, що надмірна довіра до таких стандартів, хоч і не завдає реальної шкоди, створює хибне відчуття безпеки. Сліпе дотримання стандартів перекладу саме по собі не гарантує якості перекладу. Прихильники скептичного ставлення до перекладацьких стандартів указують, що якість перекладу забезпечується насамперед завдяки наданню відгуків перекладачам та їх постійному навчанню. 